# Steve Pougnet
Stephen P. "Steve" Pougnet (sinh ngày 27 tháng 4 năm 1963) là một doanh nhân người Mỹ và chính khách Dân chủ, từng là thị trưởng Palm Springs, California từ năm 2007 đến 2015.

## Gia đình
Pougnet là người đồng tính công khai. Ông kết hôn với Christopher Green năm 2008 và họ có hai đứa con sinh đôi tên Beckham và Julia.

## Bầu cử
Vào năm 2010, Pougnet đã tham gia cuộc bầu cử sơ bộ vào tháng 6 năm 2010 để giành được đề cử Dân chủ cho ghế Hạ viện Hoa Kỳ đại diện cho quận quốc hội số 45 của California. Trong bầu cử tháng 11 năm 2010, ông đã chạy đua với đảng Độc lập Mỹ Bill Lussenheide và đảng Cộng hòa đương nhiệm, Mary Bono Mack. Bono Mack đã đánh bại cả Pougnet và Lussenheide trong cuộc tổng tuyển cử.